# Бонинген
Бонинген (нем. Boningen) — коммуна в Швейцарии, в кантоне Золотурн. 
Входит в состав округа Ольтен. Население составляет 665 человек (на 31 декабря 2007 года). Официальный код — 2571.